# 秦佐八郎
秦佐八郎（日语：／ Hata Sahachirou，1873年3月23日—1938年11月22日）日本島根縣美濃郡都茂村（現益田市）出身的細菌學者，與德國學者保羅·埃爾利希共同發明治療梅毒的特效藥洒爾佛散（又稱砷凡纳明）。
保罗·埃尔利希與俄國學者伊利亞·梅契尼可夫共同獲得1908年的諾貝爾生理學或醫學獎。其後，秦佐八郎被三度提名諾貝爾獎，但亦未獲獎。

## 生平
- 1891年私立岡山藥学校（現在的關西高等學校）毕业。
- 1891年至1895年，第三高等中学校医学部（現在的岡山大学医学部）毕业。
- 1895年在日军東京近衛一連隊服一年志願兵役。
- 1897年岡山縣醫院助理医师。
- 1898年进入國立傳染病研究所（日语：東京大学医科学研究所）工作。1907年升任該所第三部長。
- 1907年赴德国羅伯·柯霍細菌研究所从事免疫研究。
- 1909年6月参与成功研发洒爾佛散（606号）。
- 1912年7月12日获得博士学位。
- 1933年獲任命為帝国学士院会員。

## 諾貝爾獎提名[1]
- 1911年 - 諾貝爾化學獎
- 1912年 - 諾貝爾生理學或醫學獎
- 1913年 - 諾貝爾生理學或醫學獎

## 家族
養子秦藤樹是北里大學校長，該校是為紀念日本首位諾貝爾獎候選人北里柴三郎而創。大村智（2015年諾貝爾生理學或醫學獎得主）曾受到秦藤樹的指導。

## 外部連結
- 美都町ホームページ内・郷土の偉人「医学者秦佐八郎博士」 （页面存档备份，存于）